# Terry Kath
Terry Alan Kath, más conocido como Terry Kath (Chicago, Illinois; 31 de enero de 1946-Los Ángeles, California; 23 de enero de 1978), fue un músico estadounidense, uno de los miembros fundadores del grupo de jazz-rock Chicago. Falleció al parecer por un disparo accidental cuando manipulaba una pistola de 9 mm en casa de un familiar.

## Inicios
Fue un músico autodidacta; sin embargo, ostentaba un talento natural para la interpretación de diferentes instrumentos, especialmente el banyo, el acordeón y la batería. En la década de 1960, formó parte de varias bandas, (Los Místicos, entre otras) nacidas en su ciudad natal, tocando la guitarra eléctrica y el bajo. En el grupo Jimmy y Los Ejecutivos coincidió con el saxofonista Walter Parazaider y el baterista Danny Seraphine, circunstancia que constituiría el germen creador de la futura banda ícono de la música fusión jazz-rock, Chicago. En una sesión de jazz en la Universidad DePaul, al trío se sumaron el trombonista James Pankow y el trompetista Lee Loughnane. Con posterioridad se unirían Robert Lamm, tecladista-vocalista y Peter Cetera,  bajista-vocalista. 
La primera contribución del grupo a la música fue su disco más emblemático, The Chicago Transit Authority, que obtuvo magníficos resultados de ventas y una importancia mediática muy significativa. A las tradicionales formaciones de pop, se añadía una sección de viento. Kath, compuso el tema de obertura del doble elepé «Introducción», una mezcla de estilos musicales, blues, jazz, rock y pop, acompañados por su voz grave y rasposa. Además, realizó una audaz improvisación de sonidos electrónicos con su tema «Guitarra libre», un ejemplo de lo que es capaz de hacer una guitarra Fender Stratocaster. En composiciones como «Poema 58» o «Liberación», dejó una indeleble impronta de sus cualidades musicales y sentido de la rapidez en el punteo, así como del uso de los pedales de distorsión y wah-wah. En el tema de Lamm, «Comienzos», introduce una guitarra acústica de 12 cuerdas, opción que sería después muy usada por otros grupos de rock.

## Resto de la carrera
El segundo álbum del grupo apareció, por problemas legales con su anterior marca, con solo el nombre de Chicago. A partir de aquí, la banda iría numerando sus discos con números romanos. De este trabajo, destacó de nuevo la originalidad de Kath al componer, con la orquestación de P. Matz, una suite de música clásica con un epílogo cantado «Memorias de Amor» de gran belleza.
Del resto de trabajos de Chicago, hasta el último en el que colaborara Kath, Chicago XI, destaca su contribución en Chicago III, con una composición afectada de varios ritmos «El blues de la Mañana» o, en Chicago VIII, «Gracias por mi Gran Espíritu», dedicada a Jimi Hendrix quien, junto con Eric Clapton, fueron sus grandes influencias en la forma de entender la guitarra eléctrica. El propio Hendrix llegó a decir que Kath era el mejor guitarrista que había visto jamás.[cita requerida] Su testamento musical fue el tema «Uptown» insertado en Chicago XI, composición repleta de garra y muy superior al tono mediocre del resto del disco, ya asentado de lleno en la música fácil y olvidable que tantos beneficios económicos reportó al grupo.  
Su movilidad en el escenario y sus contorsiones en los solos de guitarra, cautivaron a las juventudes de América y Europa. Kath aportaba al grupo fuerza y dinamismo y su voz de inspiración soul, le permitía acometer con éxito tanto el rock como las baladas. Ejemplo de ello son interpretaciones como la canción de Lamm «Libre», del disco Chicago III o, el tema de Chicago II, «Pinta mi Mundo» de Pankow.
Apasionado de los efectos especiales de guitarra, era un gran coleccionista de las mismas y no paraba de experimentar e innovar en nuevos sonidos, mezclas y efectos plenos de originalidad. También era un apasionado de las motos y de las armas de fuego.

## Muerte
Al parecer, Kath era consumidor esporádico de alcohol y algunas drogas. Tuvo problemas de sobrepeso y, según algunos testimonios miembros de la banda, no estaba conforme con los derroteros del grupo que, a partir del año 1976, había ganado en mercadeo y ventas; pero había perdido fuerza apartándose de sus orígenes, al dejar de tener cada vez más relevancia la sección de metal. Incluso, se hablaba de que preparaba un disco en solitario, que habría estado producido por el propio James Wiliams Guercio, también productor de Chicago.
El lunes 23 de enero de 1978, tras la celebración de una fiesta en casa de un amigo en Woodland Hills, California, Kath manipuló una pistola automática 9 mm, aparentemente descargada. Colocó el cañón en su sien y pronunció sus últimas palabras: “Tranquilos, está descargada”. En la cámara quedaba una bala que lo mató en el acto.
Fue enterrado en el Forest Lawn Memorial Park Cementery en Glendalle. El epitafio es una estrofa de su poema “Memorias de Amor”. 
En 1970 Kath se casó con Pamela Kath y en 1974 con Kamelia Ortiz, una chica de ascendencia hispana a la que conoció en el Rancho Caribú, donde Chicago hacía sus últimas grabaciones. Tuvieron una hija de nombre Michelle.

## Discografía
- 1969 Chicago Transit Authority
- 1970 Chicago II
- 1971 Chicago III
- 1971 Chicago at Carnegie Hall
- 1972 Chicago V
- 1973 Chicago VI
- 1974 Chicago VII
- 1975 Chicago VIII
- 1975 Live in Japan
- 1975 Chicago IX - Chicago's Greatest Hits
- 1976 Chicago X
- 1977 Chicago XI